# Nightmares Made Flesh
Nightmares Made Flesh — третий релиз и второй полноформатный студийный альбом группы Bloodbath, вышедший в 2004 году.
Nightmares Made Flesh первый и единственный альбом с Петером Тэгтгреном на вокале, который явился на смену ушедшему Микаэлю Окерфельдту в 2004-м году. Как и ожидалось, с приходом лидера Hypocrisy группа приобрела в звучании от этой формации. Вокал соответственно немного приобрел скриминга, чем приукрасил общее звучание, хотя по нраву это пришлось не всем. Кроме того на этом альбоме в группе появляется новый ударник — Мартин Аксенрот, переигравший во множестве групп, и известен по Witchery, а также по работе в группе Микаэля Opeth. Дан Сванё же переключается на вторую гитару, чем смещает акцент в музыке с ударных в сторону гитар.
Все песни записаны в мае 2004-го на студии «Fascination Street» и издан в том же году. В музыкальном плане материал на диске представляет собой уже немного не тот сырой дэт-метал, что был на двух предыщих опусах, а более мелодичный и тяжёлый саунд напоминающий, в первую очередь, Hypocrisy, как в музыке так и по вокалу. Тексты стали более мистическими, хотя не потеряли брутальности. Гитарных соло стало больше, ударные теперь тоже звучали несколько по-другому.
Продюсировал этот диск уже не Дан Сванё, как два предыдущих, а Йенс Борген и сами Bloodbath. На этот раз
над оформлением дизайна буклета работал Агни Кастер, а фотографиями занимался Андреас Хильтен.
Издан на лейбле Century Media в формате CD. Переиздан в 2005-м ограниченным тиражом в 500 экземпляров на виниле (LP). В США издан 8 марта 2005 года, через полгода после официального релиза, в связи с такой огромной разницей издания в Европе и Америке, американская версия была дополнена двумя бонус-треками, демоверсиями 1999-го года песен с первого EP, а также немного отличающемся оформлением, бонус-демо-треки также в 2006-м войдут на переиздание Breeding Death, который и был их первым релизом. Также переиздан в октябре 2008-го на том же лейбле и тем же самым оформлением и с чёрным диском. Кроме того, этот диск стал последним изданным на лейбле Century Media.

## Список композиций
Все песни написаны Bloodbath.
| №   | Название                                                                                    | Длительность |
| --- | ------------------------------------------------------------------------------------------- | ------------ |
| 1.  | «Cancer Of The Soul»                                                                        | 3:33         |
| 2.  | «Brave New Hell»                                                                            | 4:03         |
| 3.  | «Soul Evisceration»                                                                         | 3:38         |
| 4.  | «Outnumbering The Day»                                                                      | 3:15         |
| 5.  | «Feeding The Undead»                                                                        | 4:04         |
| 6.  | «Eaten»                                                                                     | 4:19         |
| 7.  | «Bastard Son Of God»                                                                        | 2:51         |
| 8.  | «Year Of The Cadaver Race»                                                                  | 4:33         |
| 9.  | «The Ascension»                                                                             | 3:52         |
| 10. | «Draped In Disease»                                                                         | 3:59         |
| 11. | «Stillborn Saviour»                                                                         | 3:39         |
| 12. | «Blood Vortex»                                                                              | 3:31         |
| 13. | «Breeding Death» (демоверсия, бонус-трек только для Американского издания 2005-го года)     | 4:22         |
| 14. | «Ominous Bloodvomit» (демоверсия, бонус-трек только для Американского издания 2005-го года) | 3:38         |

## Участники записи
- Петер Тэгтгрен — вокал
- Йонас Ренксе — бас, бэк-вокал
- Андерс Нюстрём — гитара, бэк-вокал
- Дан Сванё — гитара, бэк-вокал
- Мартин Аксенрот — ударные